# Decaturville
Decaturville é uma cidade  localizada no estado norte-americano de Tennessee, no Condado de Decatur.

## Demografia
Segundo o censo norte-americano de 2000, a sua população era de 859 habitantes.
Em 2006, foi estimada uma população de 829, um decréscimo de 30 (-3.5%).

## Geografia
De acordo com o United States Census Bureau tem uma área de
4,4 km², dos quais 4,4 km² cobertos por terra e 0,0 km² cobertos por água.

## Localidades na vizinhança
O diagrama seguinte representa as localidades num raio de 28 km ao redor de Decaturville.